# Rose Avril
Rose Avril (1920-1973) fue una actriz y cantante popular francesa, se destacó durante la Segunda Guerra Mundial.
Inició su carrera discográfica en 1938 con tangos como «Tes mesonges» y canciones exóticas y del music-hall alemán, obteniendo notoriedad durante la guerra. Zarah Leander, Lucienne Delyle y otras cantantes de la era cantaron también sus canciones.
En 1955, protagonizó la película Boulevard du crime de René Gaveau y en 1957 «Ce sacré Amédée» de Louis Félix.
Se retiró en 1958, en la Costa Azul, murió a los 53 años.